# 17357 Lucataliano
17357 Lucataliano este un asteroid din centura principală de asteroizi.

## Descriere
17357 Lucataliano este un asteroid din centura principală de asteroizi. A fost descoperit pe 23 august 1978 au Mont Stromlo de Giovanni de Sanctis și Vincenzo Zappalà. Asteroidul prezintă o orbită caracterizată de o semiaxă mare de 2,66 ua, o excentricitate de 0,23 și o înclinație de 15,1° în raport cu ecliptica.